# Šivejci
Šivejci nebo také Šive (;čínsky zjednodušeně: 锡伯, čínsky tradičně: 錫伯, pchin-jin: Xíbó, český přepis: Si-po) jsou etnická skupina žijící v Číně, převážně v provinciích Sin-ťiang, Ťi-lin a Liao-ning. Šivejci jsou jednou z 56 etnických skupin oficiálně uznaných Čínskou lidovou republikou.

## Rozšíření
Etnická skupina Šive by se dala rozdělit na Džungarské Šivejce, žijící v provincii Sin-ťiang v oblasti bývalého Džungarského chanátu, a Mandžuské Šivejce žijící na severovýchodě Číny v provinciích Ťi-lin, Liao-ning. Šivejci žijící v Sin-ťiangu si na rozdíl od těch na severovýchodě zachovali svůj jazyk, a jsou jedním z posledních mluvčích mandžuského jazyka. Podle šestého sčítání lidu v Číně z roku 2010 žije v Číně kolem 190 000 Šivejců. Šivejci mají v Kazašské autonomní prefektuře Ji-li na severu Sin-ťiangu svůj vlastní autonomní kraj Qapqal.

## Historie
O jejich původu není tolik známo, ale nejčastěji se uvádí, že jejich předkové byli Sien-bejští kočovníci. Nejstarší pevně doložitelné záznamy, které jsou spojeny s dnešními žijícími skupinami Šivejců, se datují do 16. století, kdy byly Šivejci vazalským kmenem Chorčinských Mongolů. V této době Šivejci žili v jihovýchodním Mandžusku. Během vlády císaře Kchang-siho byli Šivejci přesvědčeni, aby se odtrhli od Mongolů, a byly nadále přemístění do dalších oblastí spravovaných Mandžuy. Šivejci se stali součástí nižší divize Osmi korouhví „Nových Mandžuů“, kam byli zařazeny i další tunguzské a mongolské kmeny. V roce 1764 na příkaz císaře Čchien-lunga byla velká část Šivejců přesunuta ze severu Číny do Sin-ťiangu, kde se usídlili podél levého břehu řeky Ji-li. Zde šivejští vojáci byli svěřeni s ochranou severozápadní hranice Sin-ťiangu a stali se součásti císařských posádek v ujgurských městech v Tarimské pánvi. Šivejci tak následujících 200 let hráli důležitou roli v obraně hranic a potlačování proti-čínských povstání. Po jejich přesídlení k řece Ji-li, Šivejci zdůrazňovali svou nadřazenost nad místním mandžuským obyvatelstvem, protože na rozdíl od nich neztratily svůj jazyk, kulturu, a nebyli závislí na opiu. I přestože byli z počátku Mandžuy diskriminováni, podařilo se jim získat vysoké pozice ve školách a administrativě regionu.
Během kulturní revoluce bylo zakázáno vyučovat šivejský jazyk a mandžuské písmo, což vedlo ke snížení znalosti jejich jazyka a mandžuského písma.

## Kultura
Šivejci žijící v Sin-ťiangu si díky své pospolitosti lépe zachovali svou kulturu a tradice než ti, co žijí v Mandžusku, kteří přejali zvyky a kulturu od Chanů a Mandžuů. Pro šivejskou kulturu hrálo důležitou roli šamanství, což je spojuje s Mandžuy. Od Chorčinských Mongolů také přejali buddhismus, některé šamanské tradice a sociální hierarchii. S buddhismem také přejali znalost klasické mongolštiny jako liturgického jazyka.

## Jazyk
Xin-ťiangští Šivejci hovoří šivejštinou, jižním tunguzským jazykem příbuzným mandžuštině. Šivejci žijící v Mandžusku znalost svého jazyka ztratili na začátku 20. století. Šivejština je vzájemně srozumitelná s mandžuštinou, která je dnes skoro vymřelým jazykem, a proto Šivejci hrají důležitou roli pro výzkum a zachování mandžuského jazyka. Šivejština je zapisována mandžuskou abecedou. Kolem 20 tisíc Šivejců dnes umí hovořit šivejštinou. Populace schopná mluvit šivejštinou ale stále klesá, aktivně je šivejština používaná hlavně mezi staršími lidmi. Šivejština se tak řadí mezi ohrožené jazyky.
Během dvacátého století došlo k několika pokusům o reformy šivejského písma (přechod k latince a čínským znakům), nakonec se zachovalo používání mírně upraveného mandžuského písma.